# María Graciela Alemparte
María Graciela Alemparte Jiménez (Santiago de Chile, 3 de noviembre de 1923-11 de diciembre de 2020) fue una pintora y catedrática chilena adscrita al denominado Movimiento Forma y Espacio, que se fundamentó en la abstracción geométrica y que tuvo gran influencia e incursionó en un estilo vanguardista dentro de la escena plástica chilena de la década de 1960. Su trabajo «se expresa por medio del lenguaje geométrico recurriendo a ágiles juegos de formas y colores, inspirados en versos de poetas chilenos y en signos de la cultura latinoamericana».

## Carrera artística
Ha participado en varias exposiciones individuales y colectivas durante su carrera, entre ellas las grupales en el Salón Nacional de Santiago entre los años 1959 y 1963, el I Salón de Arte Figurativo de la Sociedad Nacional de Bellas Artes en 1963, la exposición «Forma y Espacio - Movimiento Internacional: Primera Exposición Trigésimo Aniversario 1955 - 1985» del Instituto Chileno Alemán de Cultura Goethe-Institut en 1985 y diversas exposiciones del Movimiento forma y espacio en Santiago, Talca, Antofagasta y Linares desde mediados de la década de 1980, entre otras exposiciones.